# Liodon
Liodon — сумнівний рід мозазаврів пізньої крейди, відомий за фрагментами скам'янілостей, виявлених у ямі Сент-Джеймс, Англія, а також, можливо, також у басейні Оулед Абдун у Марокко. Попри сумнівність і невизначену філогенетичну спорідненість, Liodon історично був дуже важливим таксоном у систематиці мозазаврів, будучи одним із родів, на яких базується родина Mosasauridae.